# 1432 w literaturze
Wydarzenia literackie w 1432 roku.

## Urodzili się
- Luigi Pulci – włoski poeta (zm. 1484)